# ヤロポルク2世
ヤロポルク2世（古ルーシ語:Ярополкъ Володимеричь, 1082年 - 1139年2月18日）は、スモレンスク公、ペレヤスラヴリ公を経てキエフ大公（在位：1132年 - 1139年）。ウラジーミル・モノマフの子。母親はアングロ・サクソン系イングランド王ハロルド2世の娘ギータ。

## 生涯
1132年に兄ムスチスラフ1世の跡を継ぎ、キエフ大公位に就く。
ヤロポルク2世の治世は不安定であったといわれる。というのも、モノマフ一門の間で不和が生じていたうえ、チェルニゴフ地域を拠点としていた大伯父スヴャトスラフの一門がこれに拍車をかけたからである。当時の原則に照らせば、この大伯父の家門もまた、大公位を主張することができたからである。ポロツク公国も、この混乱に乗じて復興された。